# St. Jakob (Nürnberg)

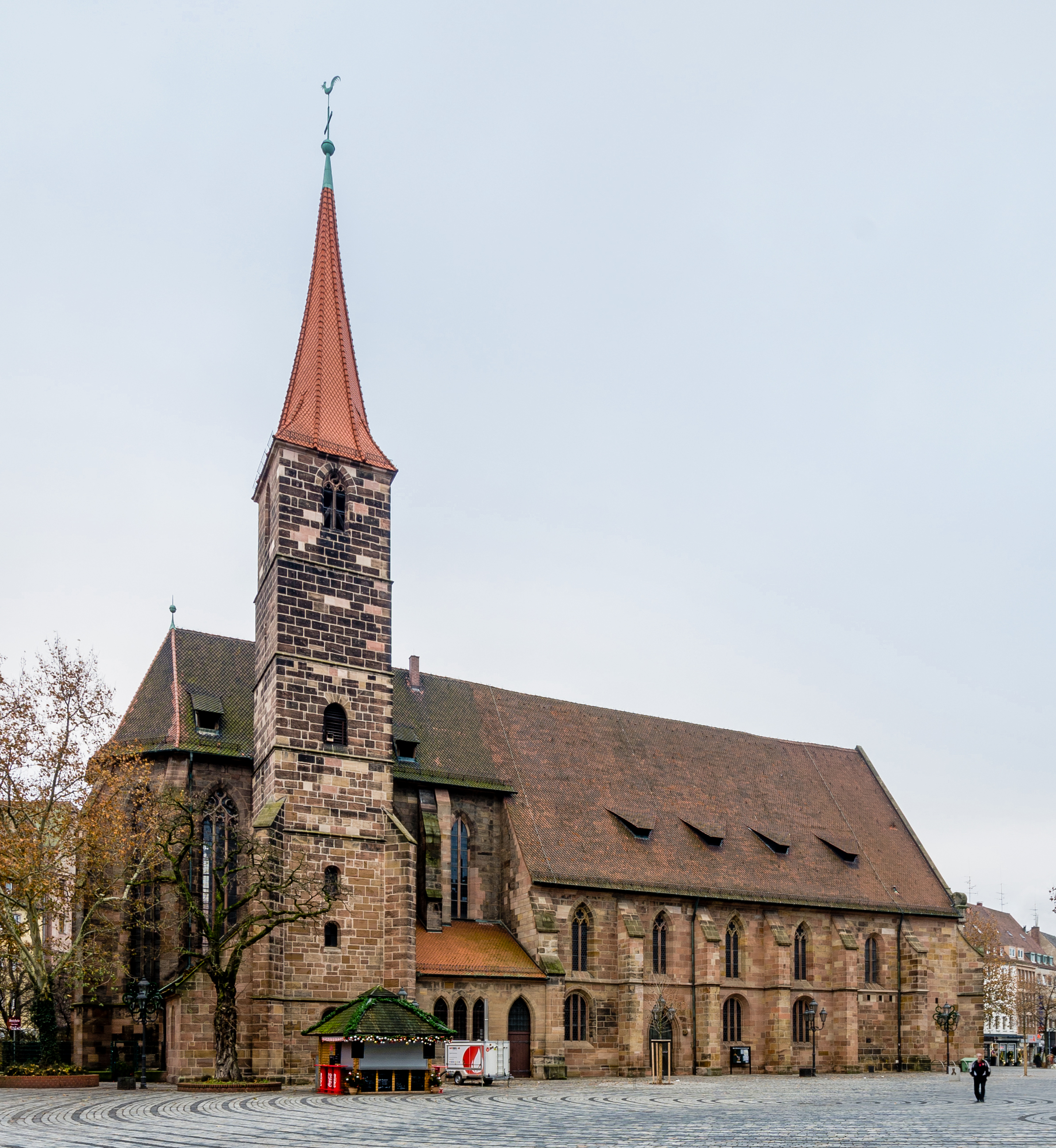
St. Jakob, Komplettansicht

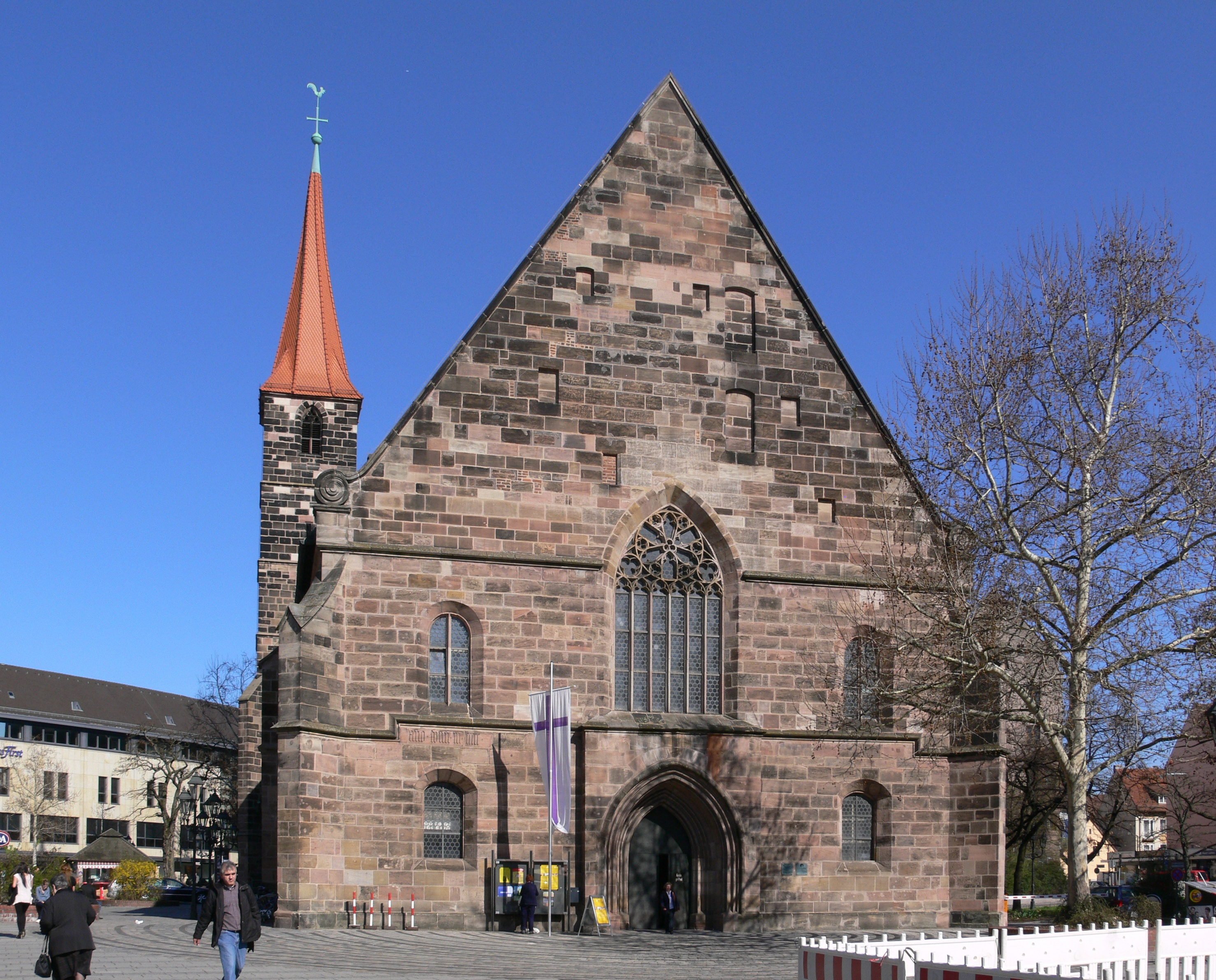
St. Jakob in Nürnberg, Eingangsbereich

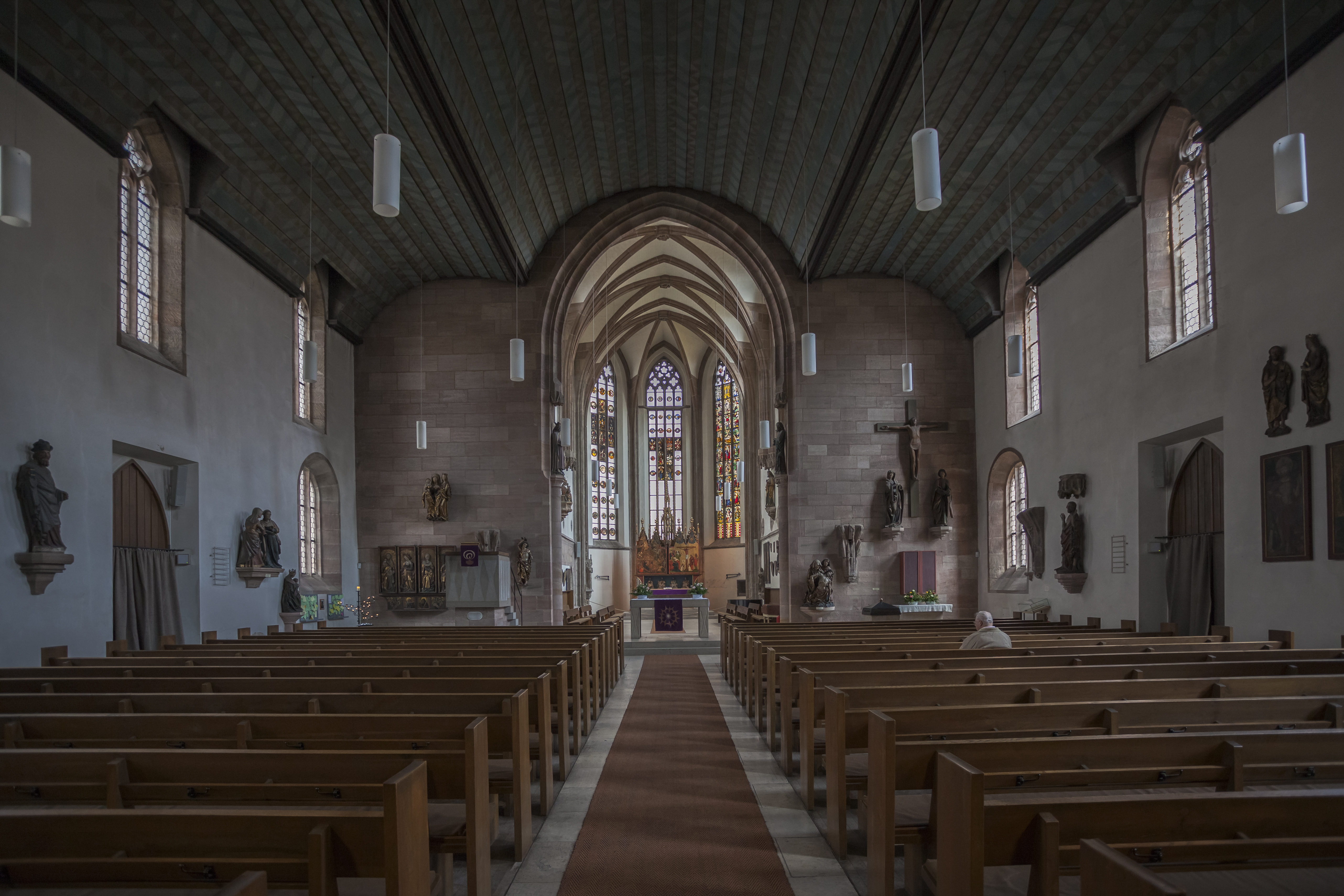
Blick zum Chor

St. Jakob ist eine evangelisch-lutherische Kirche in Nürnberg. Sie befindet sich im südwestlich gelegenen Jakoberviertel der Lorenzer Altstadt. Die Kirche ist eine Station des Fränkischen Jakobsweges.

## Geschichte
Die Kirche wurde am 20. Februar 1209 als kleine romanische Kapelle von Kaiser Otto IV. an den Deutschen Orden übergeben.
Sie wurde etwa 80 Jahre später abgerissen und man verwendete das Abbruchmaterial für einen Neubau, der auf dem alten Chorfundament errichtet wurde.
Der Deutsche Orden gründete gegenüber der Kirche das St.-Elisabeth-Hospital. Von König Friedrich II. wurde der Orden mit immer mehr Besitz ausgestattet. 1304 kamen der alte Königshof und das umliegende Gelände dazu. In der Reformationszeit wurde die St.-Jakobs-Kirche eine der evangelischen Stadtkirchen. 1531 wurde eine Predigerstelle geschaffen, die Kirche blieb aber weiterhin im Besitz des katholischen Deutschen Ordens.

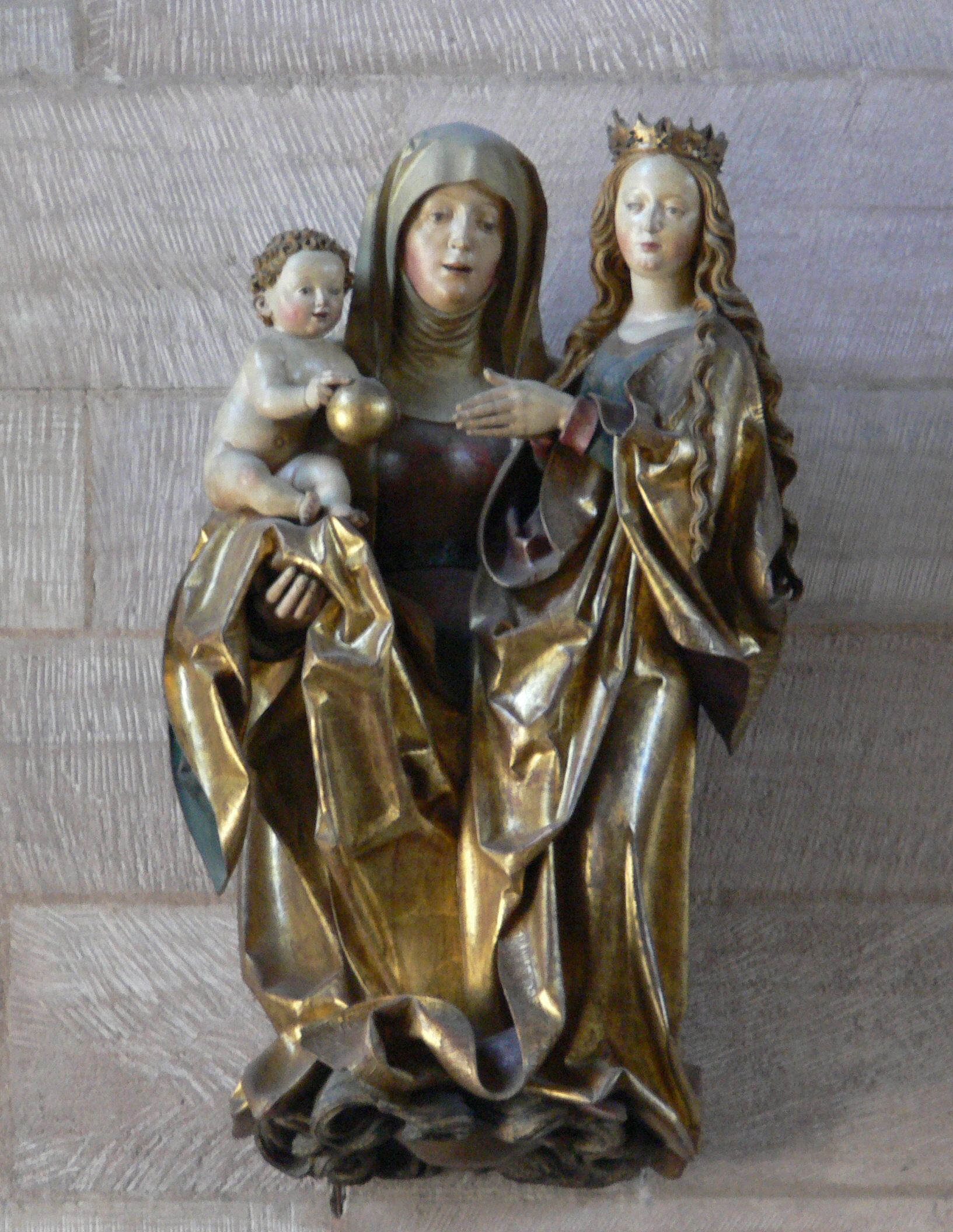
Heilige Anna selbdritt

1632 während des Dreißigjährigen Kriegs enteignete König Gustav Adolf den Deutschen Orden, übergab die Jakobskirche der Stadt Nürnberg und ließ eine umfangreiche Renovierung durchführen.
1648 wurde sie durch die Bestimmungen des Westfälischen Friedens an den Deutschen Orden zurückgegeben. Im Rahmen der Säkularisation fiel das Deutschordenshaus 1806 mit allen Gebäuden an das Königreich Bayern.
1810 wurde St. Jakob die dritte evangelische Stadtpfarrkirche.

## Glocken
Im Turm hängen vier Glocken im Holzglockenstuhl an Holzjochen.
| Nr. | Name              | Gussjahr | Gießer                  | Durchmesser (mm) | Masse (kg) | Nominal (16tel) |
| --- | ----------------- | -------- | ----------------------- | ---------------- | ---------- | --------------- |
| 1   | Betglocke         | 1756     | Christian Victor Herold | 1210             | 1180       | e1 −2           |
| 2   | Jakobusglocke     | 1960     | Glockengießerei Bachert | 0988             | 0615       | gis1 +2         |
| 3   | Melanchthonglocke | 1960     | Glockengießerei Bachert | 0833             | 0405       | h1 +4           |
| 4   | Taufglocke        | 1502     | (Hans Glockengieser II) | 0655             | 0190       | g2 +6           |

## Orgel

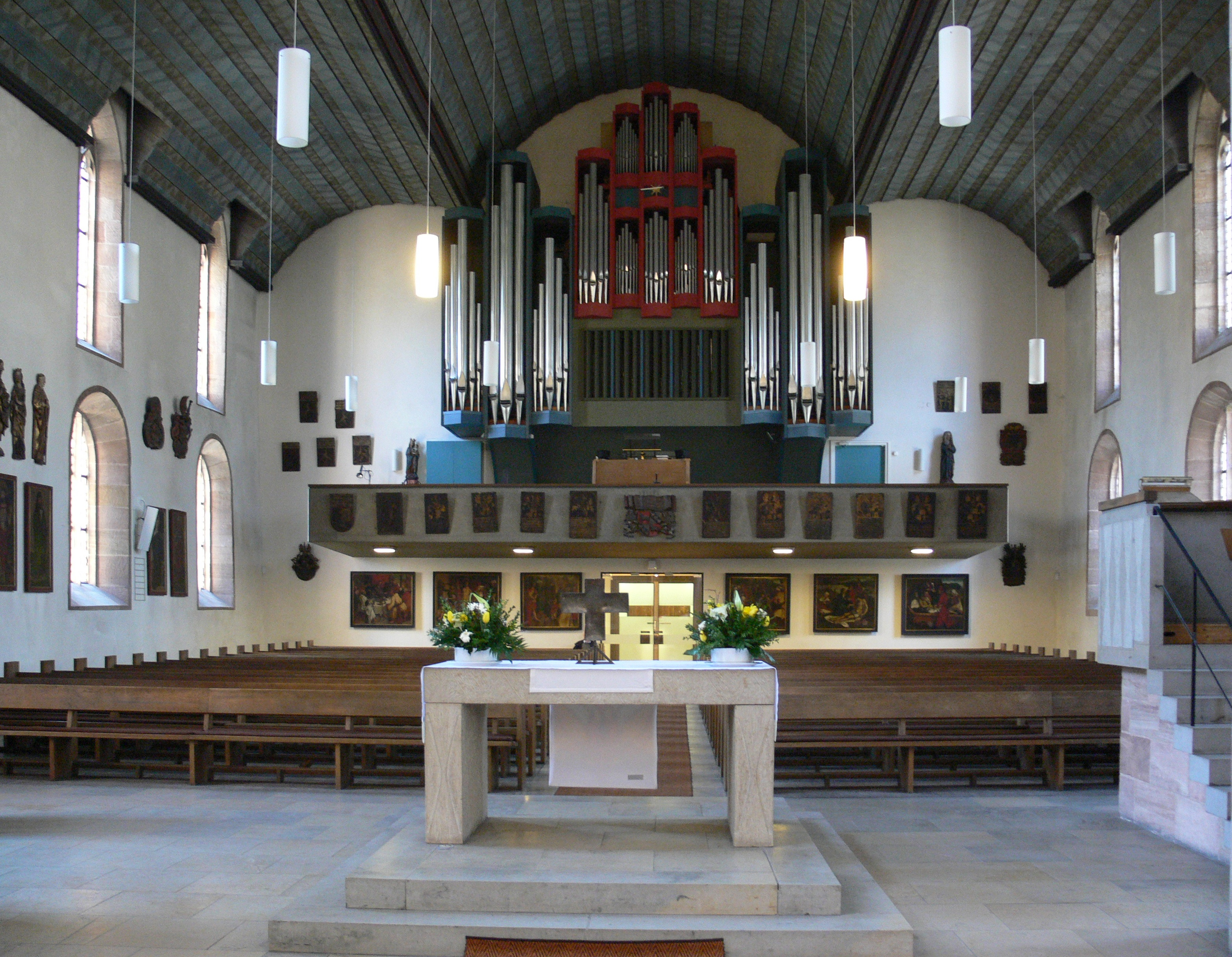
Blick zur Orgel

Die Orgel mit 3 Manualen und 39 Registern mit elektrischer Traktur, wurde 1968 als op. 2206 von G. F. Steinmeyer & Co. erbaut. Die Disposition lautet:
| I Hauptwerk C–g3 |                |            |
| 1.               | Pommer         | 16′        |
| 2.               | Prinzipal      | 8′         |
| 3.               | Spitzflöte     | 8′         |
| 4.               | Oktave         | 4′         |
| 5.               | Kleingedackt   | 4′         |
| 6.               | Rauschquinte   | 2 ⁄3′ + 2′ |
| 7.               | Schwiegel      | 2′         |
| 8.               | Mixtur IV–VI   | 1 ⁄3′      |
| 9.               | Helle Trompete | 8′         |

| II Kronpositiv C–g3 |                 |       |
| 10.                 | Singend Gedackt | 8′    |
| 11.                 | Dulzflöte       | 8′    |
| 12.                 | Praestant       | 4′    |
| 13.                 | Koppelflöte     | 4′    |
| 14.                 | Nasard          | 2 ⁄3′ |
| 15.                 | Oktave          | 2′    |
| 16.                 | Quintlein       | 1 ⁄3′ |
| 17.                 | Terzmixtur III  | 1′    |
| 18.                 | Zimbel III      | 2⁄3′  |
|                     | Tremulant       |       |

| III Brustwerk Schwellwerk C–g3 |                  |       |
| 19.                            | Holzgedackt      | 8′    |
| 20.                            | Gemshorn         | 8′    |
| 21.                            | Harfenprinzipal  | 4′    |
| 22.                            | Rohrflöte        | 4′    |
| 23.                            | Prinzipal        | 2′    |
| 24.                            | Blockflöte       | 1′    |
| 25.                            | Kleinkornett III | 2 ⁄3′ |
| 26.                            | Scharff V        | 1′    |
| 27.                            | Trompete         | 8′    |
| 28.                            | Rohrschalmei     | 8′    |
|                                | Tremulant        |       |

| Pedal C–f1 |                       |       |
| 29.        | Prinzipalbaß          | 16′   |
| 30.        | Subbaß                | 16′   |
| 31.        | Zartbaß               | 16′   |
| 32.        | Oktavbaß              | 8′    |
| 33.        | Gedecktbaß            | 8′    |
| 34.        | Pommer                | 4′    |
| 35.        | Italienisch Prinzipal | 2′    |
| 36.        | Choralbaß III         | 4′    |
| 37.        | Baßzink III           | 2 ⁄3′ |
| 38.        | Posaune               | 16′   |
| 39.        | Trompete              | 8′    |

- Koppeln: III/II, III/I, II/I, I/P, II/P, III/P

## Deutschordenskommende Nürnberg
An der Stelle des Ordenshauses (auch Deutsches Haus) entstand die Deutschhauskaserne und später das Polizeipräsidium.
Der 1785 begonnene, aber unfertige Kuppelbau der St.-Elisabeth-Kirche diente als staatliches Baumagazin und Militärdepot, später als Notkirche. 1902 wurde sie endlich fertiggestellt. Nach der Frauenkirche wurde sie die zweite katholische Pfarrkirche Nürnbergs. 1943 wurde der Kuppelbau durch Luftangriffe schwer beschädigt, der Wiederaufbau dauerte bis 1962. Im Inneren wurden einige Änderungen vorgenommen: So wurde der dreischiffige, gewölbte Saal durch einen sich selbst tragenden Saal ersetzt.